# Клен татарський
Клен тата́рський (Acer tataricum) — багаторічна рослина родини сапіндових, відома також під народними назвами неклен, чорноклен, в'язина. Типовий компонент лісостепових біоценозів. Медоносна й декоративна культура.

## Назва
Обидві видові назви, латинська й українська, пов'язані з первинною зоною розповсюдження цієї рослини, яка охоплювала території, заселені тюркомовними етносами, які в ті часи без розбору називали татарами. 
Найпоширеніша народна назва «неклен» вказує на специфічну форму листків, які значно менш вирізані, ніж у інших представників роду, тому справляють враження «несправжніх», «аномальних». Крім того, цілісні яйцеподібні листки з пилчастим краєм схожі на листя в'яза, звідси і назва «в'язина». Назва «чорноклен», ймовірно, походить від темного кольору кори.

## Опис
Невелике листопадне дерево або кущ заввишки 3-5 м, зрідка може сягати висоти 12-15 м. Старе гілля вкрите сірою (іноді майже чорною) корою з еліптичними або круглими сочевичками; спочатку вона борозенчаста, згодом стає тріскуватою. Молоді пагони тонкі, червонуваті. Бруньки дрібні, широкі, по краям опушені, коричневі. Листки черешкові, прості, матові, зверху темно-зелені, зісподу світліші. Черешки невиразно вузькожолобчасті, завдовжки 1-5 см, інколи рожевуваті. Листкові пластинки довгасто-яйцеподібні, цілісні, при основі неглибокосерцеподібні, по краю нерівномірно двопилчасті. Жилкування пірчасте, з нижнього боку жилки рельєфно виділяються. Молоді листки мають слабке опушення вздовж жилок. Восени листя набуває жовтого і червоного кольору.
Суцвіття — густі, овально-щиткоподібні волоті, що розвиваються після появи листя. Квітки двостатеві, актиноморфні, запашні, завширшки 5-8 мм. Пелюстки трохи більші за чашолистки (1,5-2 мм), яйцеподібні, по краям нерівномірно опушені, білі. Тичинок 8, вони довші за пелюстки, голі. Маточка опушена, стовпчик голий. Плоди — крилатки, розташовані попарно під кутом одна до одної. Крилатки спочатку жовтувато-зелені, при дозріванні, починаючи з країв до центру, поступово набувають яскравого рожевого, малинового або червоного кольору, згодом стають коричневими. Вага 1000 насінин становить близько 30 г.
Число хромосом 2n = 26.

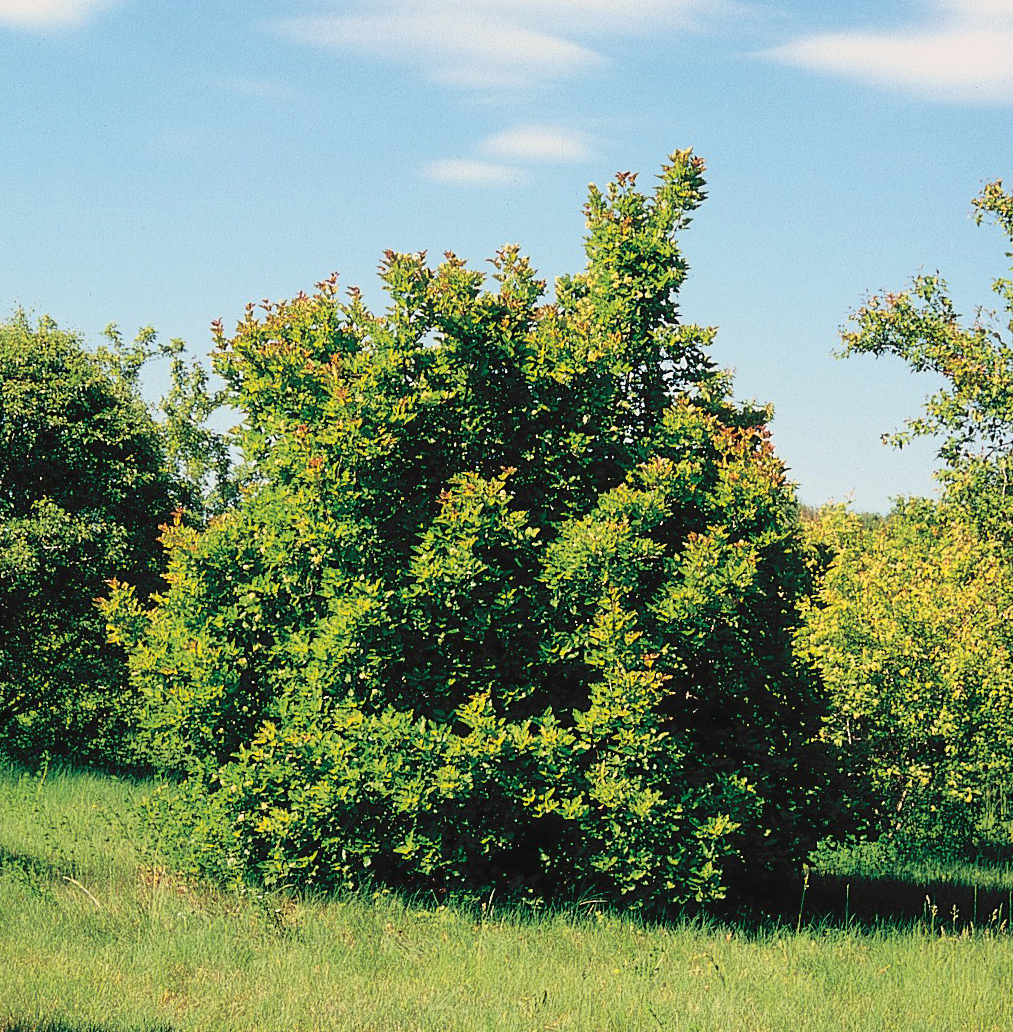
Кущова форма
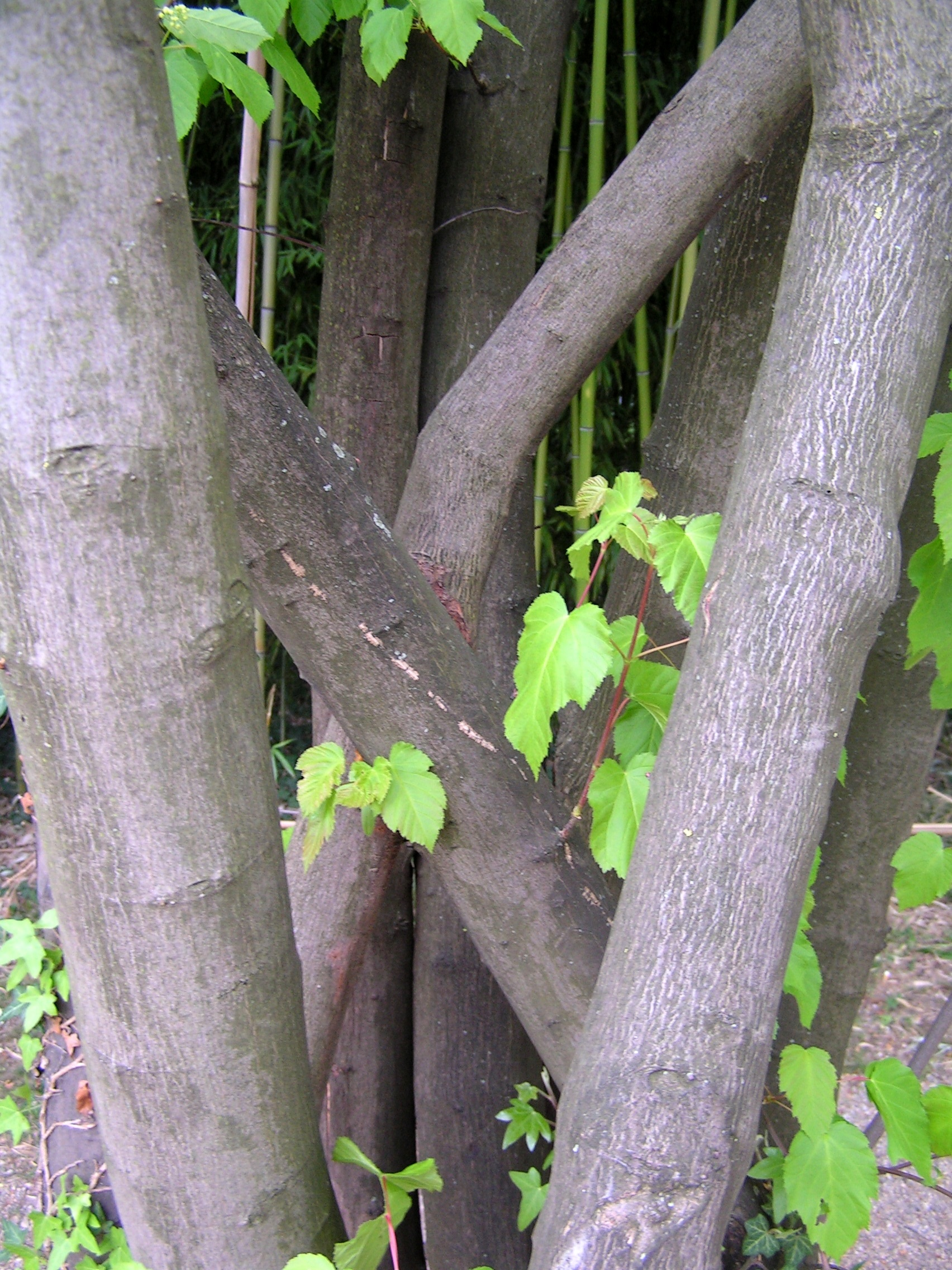
Кора на молодих стовбурах
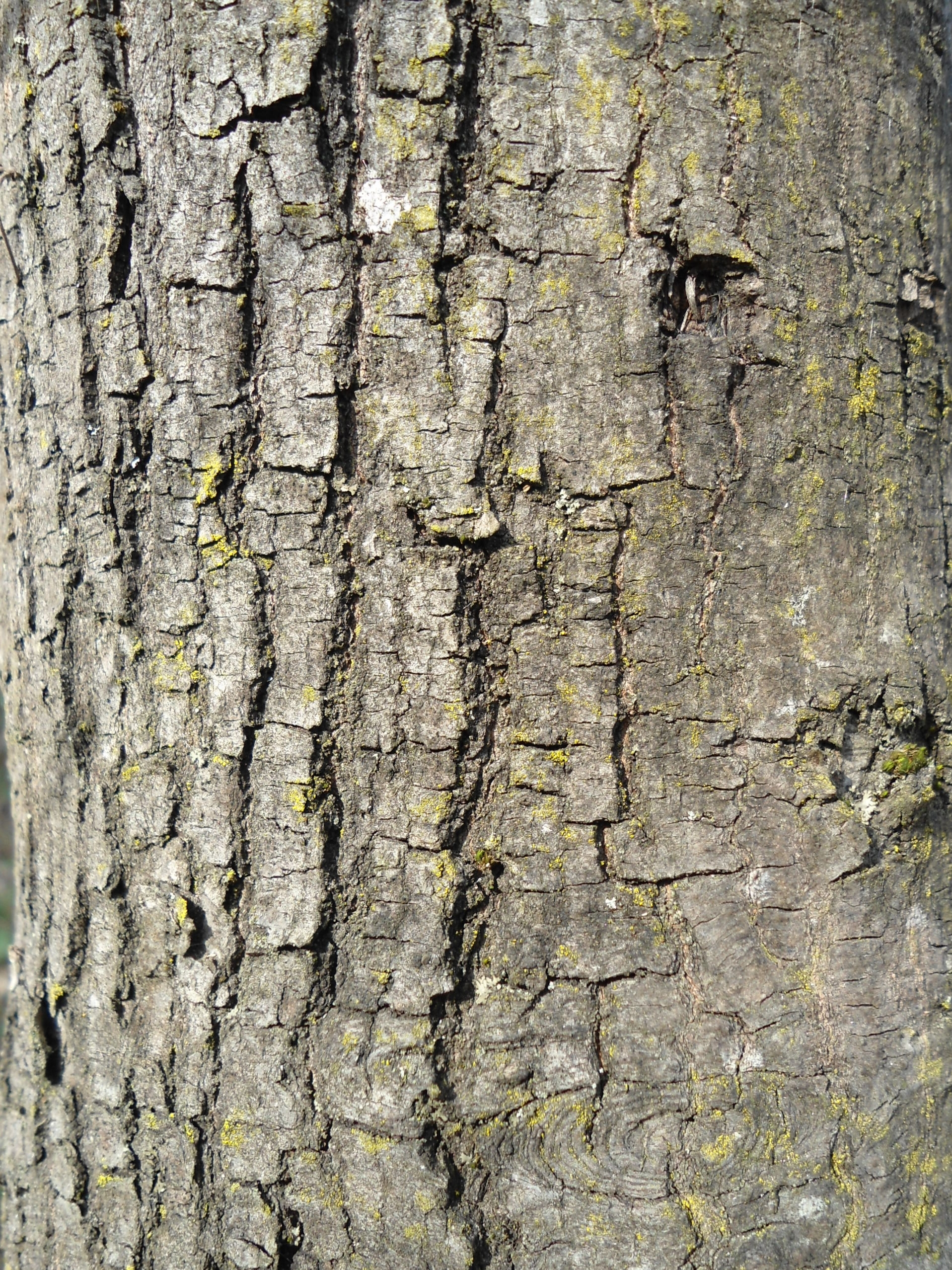
Кора старого дерева
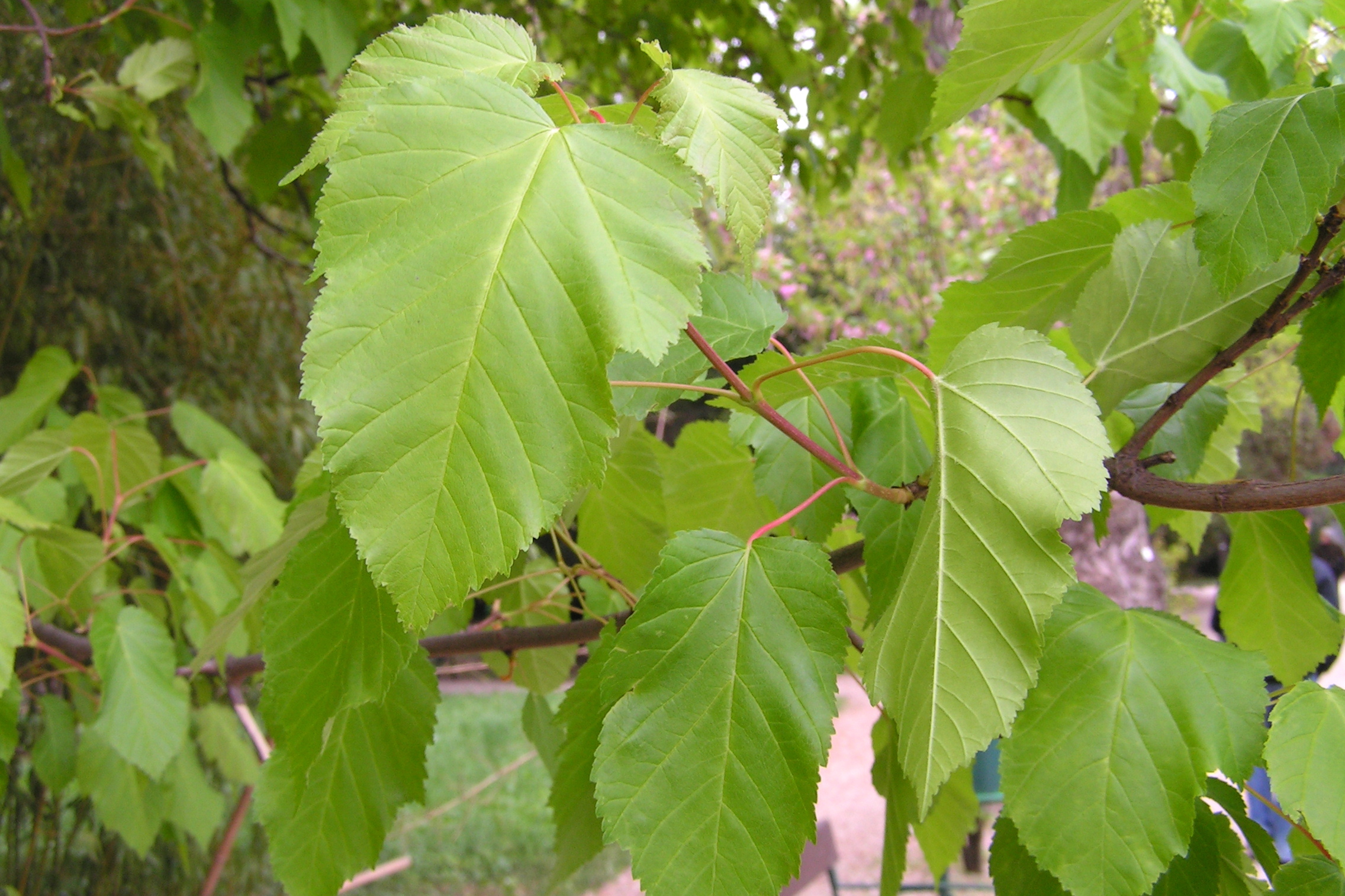
Листки
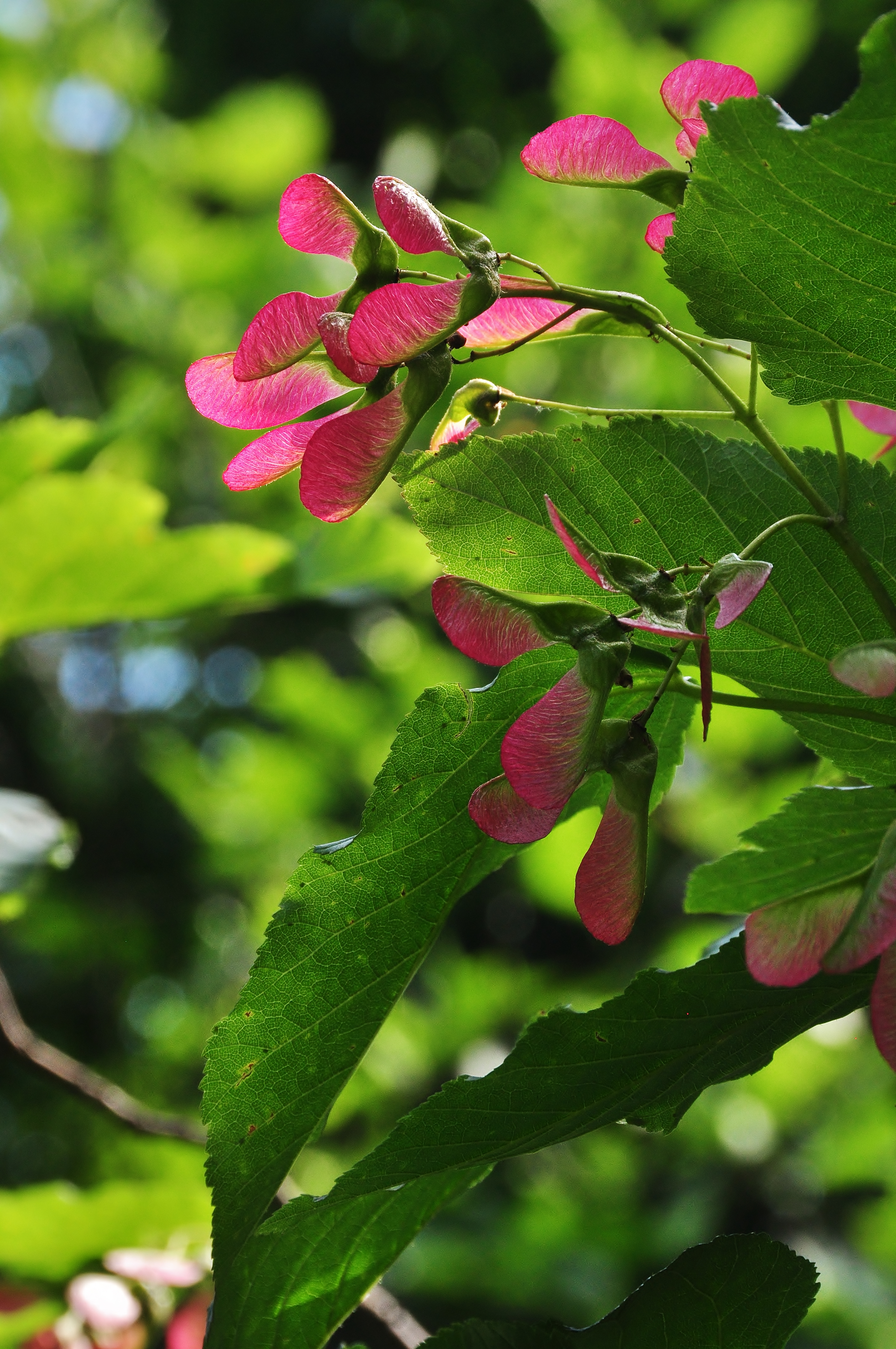
Плоди на початку достигання
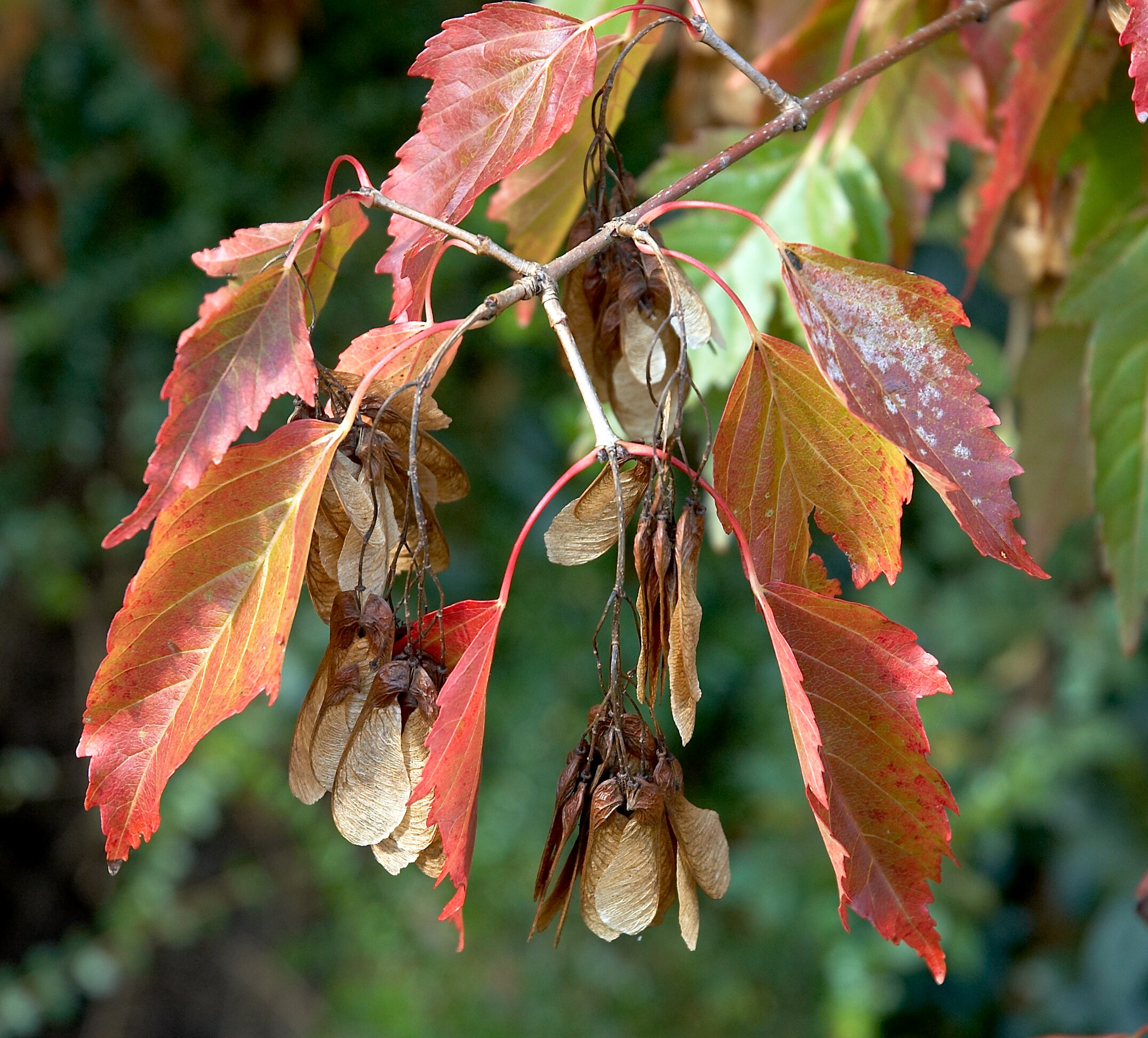
Плоди клена гінала у повній стиглості

## Екологія

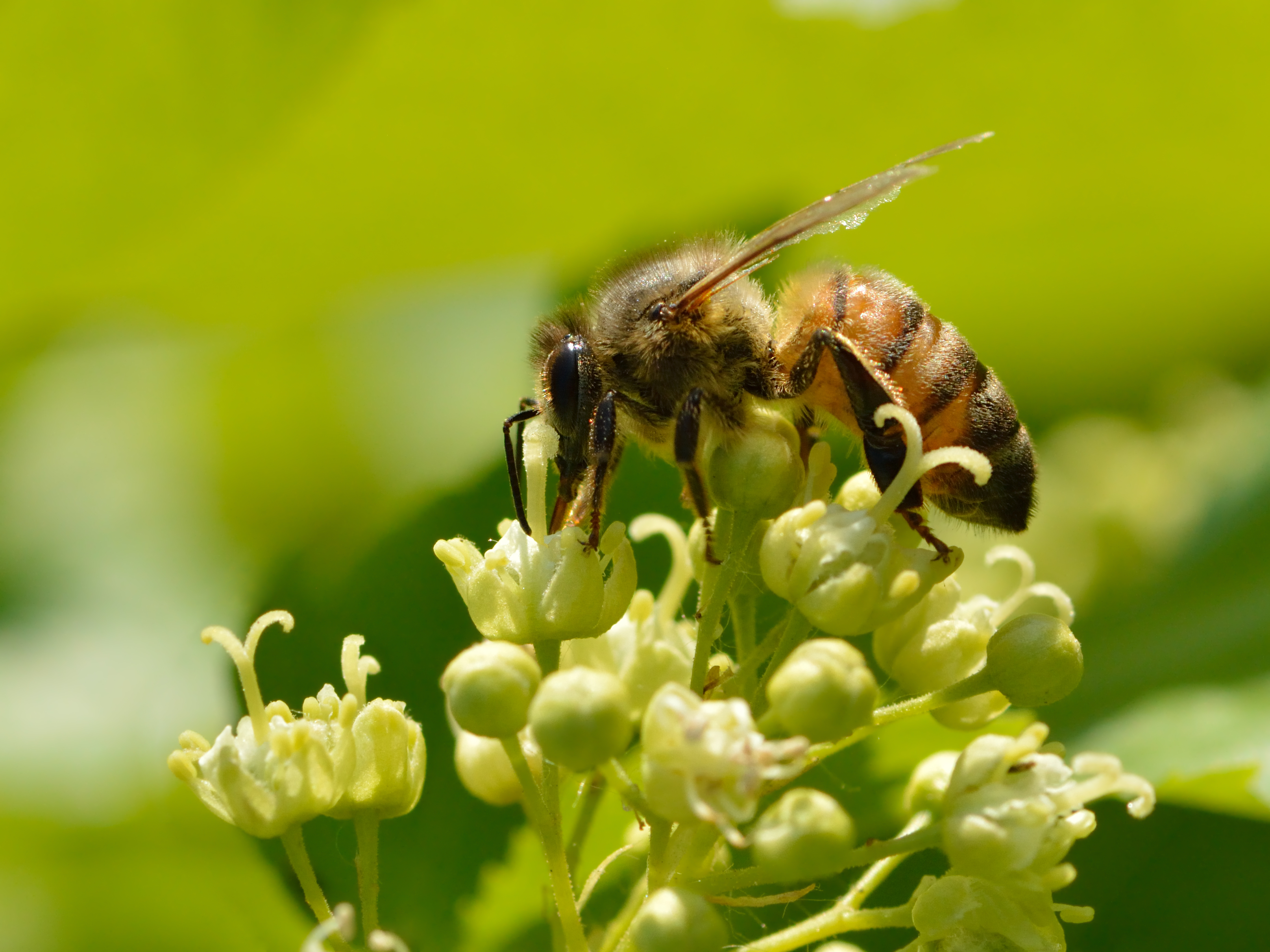
Медоносна бджола на суцвітті клена татарського.

Звичними оселищами клена татарського є узлісся, зарості чагарників, схили ярів, в широколистяних лісах він часто трапляється у підліску. В горах підіймається до висоти 700-3000 м над рівнем моря.
Рослина морозо- і посухостійка, світлолюбна, але витримує деяке затінення. Досить витривала до засолення ґрунтів, але краще розвивається на плодючих, піщаних. Росте помірно швидко: за рік крона може збільшитися на 70 см заввишки та на 50 см завширшки; перше плодоношення відбувається у віці близько 8 років. Водночас, клен татарський є доволі довговічною породою — його дерева можуть доживати до 100, а в окремих випадках навіть до 300 років. Під час розвитку рослини дають багато прикореневих паростків. Крона цього дерева добре переносить обрізку і легко формується.
Квітне в травні-червні протягом 13-25 днів, пізніше за інші види кленів. Запилюється комахами, в тому числі і бджолами. Плодоносить у серпні-жовтні. Насіння розповсюджується вітром. Зародкам клену татарського притаманний низький вміст крохмалю і високий вміст ліпідів і білків.. При штучному вирощуванні рекомендується стратифікація протягом 120—150 діб. Висхожість стратифікованого насіння становить 90-98 %, на цьому рівні вона зберігається протягом 2 років. Окрім насіннєвого, клену татарському притаманний і вегетативний спосіб розмноження: в природі — кореневими паростками, в культурі — живцюванням.

## Поширення
Ареал клена татарського простягається від Центральної Європи, Балкан і Греції через Східну Європу до Західної Азії, зокрема Туреччини, Кавказу, Ірану, Західного Сибіру. Наразі цей вид інтродуковано в багатьох країнах Західної Європи, на східному узбережжі Сполучених Штатів і Канади.
В Україні клен татарський зростає в усіх областях. Як посухостійкий вид найчастіше трапляється в степовій зоні, у Поліссі поширений спорадично, а на Волині зафіксований тільки один осередок біля Володимир-Волинського.

## Застосування
Клен татарський належить до добрих медоносів. Бджоли використовують його як джерело підтримуючого медозбору після цвітіння фруктових садків. Одна квітка здатна виділити 0,15-0,25 мг цукру в нектарі. Медопродуктивність в середньому становить 100 кг з 1 га суцільних насаджень.
Окрім медоносних властивостей клен татарський добре знаний як декоративна рослина. Привабливий вигляд він має протягом усього вегетаційного сезону: влітку — завдяки червонуватим пагонам і квіткам, восени — завдяки червоним плодам і листю. До переваг цієї культури слід також віднести невибагливість, стійкість до посухи, забруднення повітря газами та димом. В культурі відомий з 1759 року. В декоративному садівництві використовується для озеленення міських вулиць, парків, лісопарків, з цієї рослини створюють живоплоти, групові або солітерні (поодинокі) насадження.

## Систематика
Клен гінала (клен прирічковий), розповсюджений на Далекому Сході, деякими дослідниками розглядається як підвид(и) клена татарського Acer tataricum subsp. ginnala (Maxim.) Wesmaer, Acer tataricum subsp. aidzuense (Franch.) P.C. de Jong тощо. Головна відмінність між цима таксонами полягає в тому, що у клена гінала листя темне, лискуче і більш глибоко розрізане, ніж у клена татарського. Клен гінала поширений в озелененні по всій території України.

## Синоніми
| - Acer cordifolium Moench - Acer tataricum f. acutipterum Jovan.-Dunj. - Acer tataricum f. crispatum (Pax) Schwer. - Acer tataricum var. crispatum Pax - Acer tataricum f. crispum Jovan.-Dunj. - Acer tataricum f. cruciatum Jovan.-Dunj. - Acer tataricum var. hebecarpum Schwer. | - Acer tataricum var. incumbens Pax - Acer tataricum f. incumbens (Pax) Jovan.-Dunj. - Acer tataricum f. latialatum Jovan.-Dunj. - Acer tataricum f. nanum Dippel - Acer tataricum f. oblongifolium Racib. - Acer tataricum f. orbiculatum Schwer. - Acer tataricum f. platypterum Jovan.-Dunj. | - Acer tataricum f. rotundifolium Racib. - Acer tataricum f. rubrum Schwer. - Acer tataricum var. slendzinskii Racib. - Acer tataricum var. torminaloides Pax - Acer tataricum subsp. torminaloides (Pax) A.E.Murray - Acer tataricum f. torminaloides (Pax) Schwer. - Euacer tataricum (L.) Opiz |